# Orthotylus daphne
Orthotylus daphne är en insektsart som beskrevs av George Willis Kirkaldy 1902. Orthotylus daphne ingår i släktet Orthotylus och familjen ängsskinnbaggar. Inga underarter finns listade i Catalogue of Life.